# José Tadeo Monagas
José Tadeo Monagas, född 28 oktober 1784, död 18 november 1868, var Venezuelas president under två perioder (1847-1851 och 1855-1858).
Han spelade en viktig roll i Venezuelas självständighetskrig. Denne Monagas (det finns två venezuelanska presidenter med det efternamnet) var en av Venezuelas mest impopulära någonsin och var känd för sin svågerpolitik, godtycklighet, sitt nonchalerande av lagar som kongressen godkänt som han ogillade samt hans överföring av en stor del av makten till den verkställande delen av statsapparaten. Under sin andra mandatperiod planerade han en ny konstitution (godkänd 1958) som gav honom större makt. Hans administration ledde slutligen till en konstitutionell och militär kris.
Han stöttade sin bror, José Gregorios strävan efter presidentskapet. José Tadeo Monagas och hans bror José Gregorio Monagas' gemensamma styre mellan 1847 och 1858 kallas vanligen för Monagasdynastin. Den avslutades med störtandet av José Tadeo, utfört av Julián Castro och dennes allierade, under Tadeos andra mandatperiod.
J.T. Monagas avskaffade också dödsstraff för politiska brott.